# North American Soccer League (1972)
North American Soccer League 1972 – 5. sezon NASL, ligi zawodowej znajdującej się na najwyższym szczeblu rozgrywek w Stanach Zjednoczonych i Kanadzie. Finał Soccer Bowl został rozegrany 26 sierpnia 1972 roku. Soccer Bowl zdobył drużyna New York Cosmos.

## Rozgrywki
Do rozgrywek ligi NASL w sezonie 1970 przystąpiło osiem drużyn. Washington Darts przeniósł swoją siedzibę do Miami i występował w rozgrywkach pod nazwą Miami Gatos.
W trakcie sezonu w dniu 26 czerwca 1972 roku została wprowadzona do ligi zasada spalonego. Następnie na boiskach ligi NASL została wprowadzona tzw. Niebieska Linia w poprzek pola, 35 jardów od linii bramkowej. Potem żaden zawodnik nie mógł być na spalonym, jeśli nie przekroczył linii 35 jardów.

## Sezon zasadniczy
W = Wygrane, P = Porażki, R = Remisy, GZ = Gole strzelone, GS = Gole stracone, PKT = Liczba zdobytych punktów
Punktacja:
- 6 punktów za zwycięstwo
- 3 punkty za remis
- 0 punktów za porażkę
- 1 punkt każdy za gol zdobyty w trzech meczach

| Northern Division  | W | P | R | GZ | GS | PKT |
| ------------------ | - | - | - | -- | -- | --- |
| New York Cosmos    | 7 | 3 | 4 | 28 | 16 | 77  |
| Rochester Lancers  | 6 | 5 | 3 | 20 | 22 | 64  |
| Montreal Olympique | 4 | 5 | 5 | 19 | 20 | 57  |
| Toronto Metros     | 4 | 6 | 4 | 18 | 22 | 53  |

| Southern Division | W | P | R | GZ | GS | PKT |
| ----------------- | - | - | - | -- | -- | --- |
| St. Louis Stars   | 7 | 4 | 3 | 20 | 14 | 69  |
| Dallas Tornado    | 6 | 5 | 3 | 15 | 12 | 60  |
| Atlanta Chiefs    | 5 | 6 | 3 | 19 | 18 | 56  |
| Miami Gatos       | 3 | 8 | 3 | 17 | 32 | 44  |

| Awans do finału          |
| Mistrz rundy zasadniczej |

## Drużyna gwiazd sezonu
| Pozycja | Pierwsza drużyna                    | Druga drużyna                        | Wyróżnienia                          |
| ------- | ----------------------------------- | ------------------------------------ | ------------------------------------ |
| BR      | Ken Cooper (Dallas Tornado)         | Dick Howard (Toronto Metros)         | Sam Nusum (Montreal Olimpique)       |
| OB      | John Best (Dallas Tornado)          | Dick Hall (Dallas Tornado)           | Adolfo Gori (Rochester Lancers)      |
| OB      | John Sewell (St. Louis Stars)       | Clive Charles (Montreal Olimpique)   | Charlie Mitchell (Rochester Lancers) |
| OB      | Peter Short (Rochester Lancers)     | Wilf Tranter (St. Louis Stars)       | John Cocking (Atlanta Chiefs)        |
| OB      | Willie Evans (Miami Gatos)          | Brian Rowan (Toronto Metros)         | Joe Puls (St. Louis Stars)           |
| PO      | John Kerr (New York Cosmos)         | Francisco Escos (Rochester Lancers)  | Mick Hoban (Atlanta Chiefs)          |
| PO      | Graeme Souness (Montreal Olimpique) | Dave Metchick (Miami Gatos)          | Larry Hausmann (St. Louis Stars)     |
| PO      | Pat McBride (St. Louis Stars)       | Siggy Stritzl (New York Cosmos)      | Billy Fraser (Miami Gatos)           |
| NA      | Randy Horton (New York Cosmos)      | Carlos Metidieri (Rochester Lancers) | Mike Renshaw (Dallas Tornado)        |
| NA      | Paul Child (Atlanta Chiefs)         | Art Welch (Atlanta Chiefs)           | Warren Archibald (Miami Gatos)       |
| NA      | Michael Dillon (Montreal Olimpique) | Jorge Siega (New York Cosmos)        | Casey Frankiewicz (St. Louis Stars)  |

## Playoff

### Półfinały
| 15 sierpnia 1972 | Rochester Lancers | 0:2 | St. Louis Stars | Busch Memorial Stadium, St. Louis Widzów: 5319 |
|                  |                   |     |                 |                                                |

| 19 sierpnia 1972 | Dallas Tornado | 0:1 | New York Cosmos | Hofstra Stadium, Hempstead Widzów: 5026 |
|                  |                |     |                 |                                         |

### Finał
| 26 sierpnia 1972 | New York Cosmos · Horton 5' · Jelinek 86' (k.) | 2:11:1 | St. Louis Stars · 7' Frankiewicz | Hofstra Stadium, Hempstead Widzów: 6 102 Sędzia: Roger Schott |
|                  |                                                |        |                                  |                                                               |

| North American Soccer League 1972 Zwycięzcy |
| ------------------------------------------- |
| New York Cosmos 1. Tytuł                    |

## Nagrody
- MVP: Randy Horton (New York Cosmos)
- Trener Roku: Casey Frankiewicz (St. Louis Stars)
- Odkrycie Roku: Mike Winter (St. Louis Stars)